# Mistrovství Evropy v zápasu řecko-římském 1966
Mistrovství Evropy v zápasu řecko-římském 1966 se konalo v Essenu, Západní Německo. 

## Výsledky

### Muži
| Kategorie | Zlato              | Stříbro           | Bronz                |
| --------- | ------------------ | ----------------- | -------------------- |
| 52 kg     | Vladimir Bakulin   | Boško Marinko     | Maurice Mewis        |
| 57 kg     | Fritz Stange       | Aramajis Sajadov  | Ion Baciu            |
| 63 kg     | Sergej Agamov      | Leif Freij        | Simion Popescu       |
| 70 kg     | Klaus Pohl         | Antal Steer       | Branislav Martinović |
| 78 kg     | Vladislav Ivlev    | Martti Laakso     | Ali Kazan            |
| 87 kg     | Tevfik Kış         | Anatoli Kirov     | Stig Persson         |
| 97 kg     | Nicolae Martinescu | Alexei Karmatskij | Pelle Svensson       |
| +97 kg    | Anatolij Roščin    | István Kozma      | Petr Kment           |